# Пешадија
Пешадија, или инфантерија (енгл. infantry), је род копнене војске, састављен од војника (пешадинаца) а намењен широком спектру задатака које обављају оружане снаге. Дели се на више родова (служби) и присутна је у скоро свим армијама света. Као најбројнији род копнене војске представља једну од најважнијих карика у ланцу одбране, са специфично ширим дијапазоном наоружања, задатака, физичке и психичке спреме као и посебном традицијом.
Иако је пешадија део копнене војске неке армије света имају и ваздушно-десантну и морнаричку пешадију. Пешадија може, по опреми и транспорту, бити и моторизована, брдска, јуришна итд. Због лакоће маневрисања, груписања и дејства представља незаобилазан део сваке модерне војске. У савременој војној концепцији ратовања пешадија заузима улогу везивне компоненте између других формација у копненој војсци (тенковских, артиљеријских, моторизованих јединица).

## Модерна пешадија

### Подела пешадије
Пешадија се дели на више типова формација у зависности од намене и типа борбених дејстава које извршава (специјализацији).
- Пољска пешадија: стандардна, основна пешадија чији је задатак уништавање непријатељске живе силе.
- Брдска пешадија: специјализоване формације посебно обучене и опремљене за дејство у брдским и планинским условима.
- Моторизована пешадија: у зависности од војне доктрине пешадија са моторизованим транспортом и/или пешадија за подршку оклопних и механизованих јединица.
- Оклопна пешадија: врста пешадије која пружа потпору и бори се заједно са оклопним јединицама.
- Морнаричка пешадија: пешадија специјализована за поморске десанте.
- Ваздушно-десантна пешадија: елитни део армија са посебном обуком и опремом, обучен за ваздушне десанте изнад непријатељске територије.
- Герилска (партизанска) пешадија: специфичан тип пешадије која се бори у позадинским условима партизанским начином ратовања.
- Специјална пешадија: обухвата припаднике специјалних јединица војске (као што су диверзантске, противтерористичке и јединице Војне полиције).
- Инжењерија: у зависности од спектра и историјског раздобља може бити борбена формација (јуришна пешадија посебно опремљена експлозивним и убојним средствима за уништавање непријатељских утврђења и положаја) и помоћни тип војске који обавља инжењеријске задатке на терену (понтонири, јединице за извлачење борбених средстава итд.).

### Врсте пешадинаца
У пешадији се пешадинци деле по својој сврси на више основних врста.
- Стрелци: најмасовнији тип пешадинаца. Стрелци су пешадинци наоружани лаким стрељачким наоружањем (јуришним пушкама, полуаутоматским пушкама, аутоматским пушкама и аутоматима, ручним бомбама и другим експлозивним средствима). Задатак стрелаца је уништавање непријатељске живе силе.
- Пушкомитраљесци и митраљесци: пешадинци опремљени лаким, средњим и тешким митраљезима и пушкомитраљезима. Као војници који имају јаку ватрену моћ, домет и засићење противника убојним средствима они служе као ватрена подршка осталим пешадинцима и делују самостално или као појачање пешадијским формацијама.
- Снајпери: елитни део пешадије. Снајпери су пешадинци опремљени прецизнијим и далекометнијим пушкама са оптичким уређајима (снајперским пушкама). Као и стрелци и митраљесци снајпери имају задатак уништавања непријатељске живе силе али делују и као изузетно велики психолошки утицај на противника. У новијој историји снајпери се опремају и антиматеријалним пушкама са задатком оштећења или уништавања меко и лако оклопљених циљева.
- Извиђачи:
- Противоклопна пешадија: новији тип пешадије. ПО пешадија је опремљена противоклопним оружјем (противоклопни лансери, ручни бацачи ракета). Током Другог светског рата ПО пешадија је била опремљена противтенковским бомбама, пушкама и експлозивним направама. У савременим приликама ПО пешадија је намењена и дејству против утврђених мета и других земаљских циљева.
- Против ваздухопловна пешадија: најновији тип пешадије. За разлику од противваздухопловног вида војске ПВО пешадија је опремљена скоро искључиво лаким противваздухопловним лансерима ракета и има за циљ одвраћање, оштећење или уништавање непријатељских ваздухоплова те непосредну блиску одбрану пешадије од истих.

Пешадија у борбеном деловању на земаљске циљеве обично се састоји од комбинације више врста пешака, ради ефикаснијег деловања на разне циљеве. Нпр. комбинација: 1 митраљез с послужитељима, 3-4 стријелца, 1 снајпер, те по потреби ПО пешаци, чине једну борбену групу.
Свака мања јединица пешадије састоји се од више врста пешака.
Веће јединице састоје се од више родова копнене војске.
На пример, нека бригада се састоји од неколико батаљона пешадије, неколико противоклопних и противваздушних јединица, јединице везе (комуникације), итд.

### Посебне јединице пешадије
Неке јединице пешадије су специјализоване за разне намене нпр. за извиђање непријатељске територије, антитерористичко деловање, обавештајно деловање, деминерско деловање, извођење амфибијског напада, посебне јединице за извлачење/спашавање цивила, опреме, јединице за извођење диверзије, атентата, деконтаминације и разних других.
Примери посебних јединица пешадије:
- Маринци
- СЕАЛ
- САС
- Зелене беретке
- Ренџери

## Историја пешадије
Кроз историју пешадија је прешла пут од изузетно масовних формација са ужим специјалностима и ограниченим могућностима до савремених мањих али вишенаменских и добро организованих формација. Пешадија је најстарији вод војске и као организована сила јавља се већ у првим робовласничким државама, и од тада њена еволуција тече упоредо са развојем материјално-производних снага друштва, наоружања и војне опреме, и - с тим у вези - војне организације и ратне вештине.

### Превласт пешадије (стари век)
Готово у свим робовласничким државама пешадија је попуњавана, по правилу, припадницима владајуће класе и чинила је главни део, а негде и целу војску. Усавршавањем оружја за борбу прса у прса и појавом металног оружја, пешадија почиње да се дели на тешку, средњу и лаку. Осим основног оружја (копље и мач), тешка и средња пешадија имају и опрему за личну заштиту (оклоп и шлем), а лака пешадија - попуњавана из редова сиромашних - дејствовала је само бацачким оружјем и обично није имала заштитну опрему.

#### Месопотамија и Египат
Најстарији истражени подаци о пешадији као организованој војној сили датирају из 3. миленијума пре н.е. из Сумера: борила се у збијеним стројевима (у фаланги) - прва врста била је наоружана бојним секирама и великим штитом, а остале - копљима. Акађани, који касније покоравају Сумерце, имају и лук и стрелу, знатно погодније оружје за борбу у растреситим стројевима против гломазних и крутих формација Сумераца.
У Египћана у доба фараона, запажају се и посебне јединице стрелаца и копљаника, а касније и страних најамника наоружаних мачем, бронзаним оклопом и штитом.
На скулптурама Асираца уочавају се и први елементи садејства пешадије са бојним двоколицама и коњицом.

#### Грчка
У старој Грчкој пешадија је једини род војске. У 12. веку пре н.е. сви способни Грци (Ахајци) били су пешаци, а постројавали су се у збијене стројеве по племенима и братствима. Оружје је претежно бронзано, гвоздено се тек уводи, а само нека племена имају лук и стрелу. Седам векова касније, у класично доба Грчке, слободни грађани, који су једини потпадали под војну обавезу, готово су искључиво пешаци. У Спарти то су спартијати, повлашћена класа, наоружани и опремљени за блиску борбу, и перијеци (полуслободни грађани), док су хелоти (робови) ишли у рат као слуге у пратњи својих господара, и у борби фаланге учествовали кратким копљем и праћком. У Атини, пешадија се формира према имовном стању слободних грађана, а дели се на тешку и лаку (за блиску и даљњу борбу) и бродску (епибати).
Тактика грчке пешадије готово свуда је истоветна. Тешка пешадија (наоружана копљем и штитом) - хоплити - имала је главну улогу, а у грчко-персијским ратовима (490-449. п. н. е.) изразита је надмоћ пешадије над коњицом, и оружја за блиску борбу над бацачким. Борци са бацачким оружјем појављују се ретко, али се временом формирају у лаку пешадију (гимнети, псилити), која помаже тешку. Деле се на праћкаше (сфедонети), стрелце са луком (токсоти) и бацаче копља (аконтисти). У пелопонеском рату (431—404) она је већ значајан елемент фаланге, што је војсковођама давало повољније услове за меневар. У пелопонеском рату, који је дуго трајао, грађанска милиција се делом претвара у најамнике, међу којима се јављају пелтасти, средња пешадија опремљена за блиску и даљњу борбу. Са Епаминодом из Тебе (410—362) и његовим реформама (тзв. коса фаланга), снага пешадије постаје још већа. Регрутована међу слободним сељацима Беотије, тебанска пешадија је покретљивија од свих других тог времена; Епаминода је више полагао на окретност и вештину употребе оружја, него на физичку снагу (Битка код Леуктре).

#### Македонија
У античкој Македонији, Филип II (359—336) ствара и тешку пешадију, дотле непознату у Македонији, али истовремено повећава покретљивост средње пешадије (хипасиста), коју формира за одржавање тактичке везе између троме фаланге и брзе коњице. У војсци Александра III Македонског (336—322) грчка пешадија достиже врхунац организације и тактике, да би убрзо после његове смрти изгубила офанзивни карактер (Дијадоси).

#### Рим
У римској војсци пешадија је такође имала главну улогу. Основну снагу пешадије чине тешко наоружани пешаци, чије је главно оружје кратак двосечни мач (лат. gladius), а помоћно - копље за бацање (лат. pilum). Воде борбу у фаланги, рашчлањеној на манипуле. Лаки пешаци (велити) имали су лакше копље за бацање, а од заштитне опреме кожни шлем и штит. У једној легији према 300 коњаника било је 4.200 пешака, од којих 3.000 тешких.

### Декаденција пешадије (средњи век)
У средњем веку пешадија постепено губи доминантну улогу, а примат преузима коњица. У романско-германским државама, формираним на тлу некадашњег Западног римског царства (395—476) деградација пешадије иде упоредо са процесом развијања феудалних односа. Оружана сила своди се на уски круг људи са посебним привилегијама -феудалаца-за које други раде. Пешаци наоружани оружјем за блиску борбу могли су доћи до изражаја само у чврстим тактичким скупинама, за разлику од коњаника-индивидуалних бораца чија је слобода деловања далеко већа. Како су коњ и оклоп били скупи, имали су их једино припадници богатих слојева. Убрзо они постају и главни носиоци војне силе; кметови су искључиво пешаци. Тако војска постаје најнепосреднији израз класних односа феудалног друштва.

#### Словени
У старих Словена, пре развоја феудалних односа, пешаци су представљали главну војну снагу. Од оружја су имали два копља (једно за бацање, друго за борбу прса у прса), лук и секиру, а као заштитно оружје-штит. Формирањем словенских држава развијају се феудални односи, а тиме и улога пешадије. Међутим, како је и даље остало мноштво ситних слободних земљопоседника који су избегли да постану кметови, али нису имали средстава да сами набаве коње и скупоцену опрему, они се боре пешке, а у доба Немањића властелинчићи и чине најбројнији део војске.

#### Градска милиција
У земљама источне Европе пешадија састављена од наоружаних грађана и сељака је каткада имала и значајнију улогу у неким биткама, заједно са коњицом (Чудско језеро, Куликовска битка). После крсташких ратова улога пешадије јача и у западној и централној Европи. Да би се заштитили од пљачкања феудалних војски, градови стварају своје милиције, састављене већином од пешака. Пешаци Милана туку немачке витезове 1176. код Лењана, а фландријски пешаци 1302. француске витезове код Куртреа.

#### Најамници
Били су то први знаци препорода, али не и прекретнице у развоју пешадије, јер градске милиције нису биле у стању да се увек успешно супротставе боље увежбаним и наоружаним професионалним војскама. Зато су и градови били принуђени да за своју одбрану узимају најамнике. Од најамника пешака из тог времена најпознатији су брабансони - оклопни копљаници пореклом из Брабанта, који су од 12. века служили немачке, француске и енглеске владаре; њихово име постало је синоним за разбојнике. У Енглеској, Едвард I почиње да регрутује професионалне стрелце наоружане велшким великим луком (енгл. long bow), што је енглеској војсци омогућило успешно извођење дефанзивних битака. Таква одбрамбена тактика дошла је до изражаја у биткама код Кресија, Поатјеа и Аженкура.

### Препород пешадије (15-17. век)
Најзапаженију улогу у процесу ренесансе пешадије на Западу одиграли су сељаци и пастири горње Швајцарске, који су у борби против немачких феудалаца током 14. века створили изузетно дисциплиновану пешадију, која је у више махова поразила ритерске војске противника (Битка код Моргартена, Битка код Лаупена). У бургундским ратовима (1465—1479) швајцарски пешаци коначно преотимају вишевековну превласт витезова на бојишту.

### Доминација пешадије (17-20. век)
Масовно увођење ручног ватреног оружја у наоружање пешадинаца у претходном периоду, довело је до коначне превласти пешадије над коњицом почетком 17. века. Дисциплиновани, збијени стројеви пешадинаца, наоружаних копљима и мускетама (у односу 1:1 до 1:3), постали су основне и одлучујуће снаге на европским бојиштима у тридесетогодишњем рату (1618-1648) и енглеском грађанском рату (1642-1651). Нове пешадијске формације (терцио, кара) састављене од копљаника и мускетара, биле су у стању да се успешно одупру нападима коњице. Удео копљаника у јединицама временом је опадао, да би потпуно нестали увођењем бајонета у пешадијско наоружање (крајем 17. века), чиме су мускетари оспособљени за блиску борбу, поставши једини тип пешадије.

### Савремена пешадија (после 1945)
Иако доминантан род војске до Другог светског рата, пешадија је развојем авијације и оклопних јединица постепено потиснута у улогу подршке технички опремљенијим јединицама на бојишту, и експлоатацију пробоја који су постигле артиљерија, авијација и оклопне јединице. Модернизација пешадије остварена је увођењем ручног аутоматског и противоклопног оружја, као и оклопних транспортера у масовно наоружање пешадије (оклопна пешадија).